# Palura niveicosta
Palura niveicosta là một loài bướm đêm trong họ Noctuidae.